# Диас, Хакран
Хакран Диас (порт.-браз. Hacran Dias; род. 16 мая 1984, Рио-де-Жанейро) — бразильский боец смешанного стиля, представитель лёгкой и полулёгкой весовых категорий. Выступает на профессиональном уровне начиная с 2005 года, известен по участию в турнирах бойцовских организаций UFC, ACA, M-1 Global, Pancrase, Jungle Fight и др.

## Биография
Хакран Диас родился 16 мая 1984 года в Рио-де-Жанейро. Проходил подготовку в зале Nova União, где тренировался вместе с такими известными бойцами как Жозе Алду, Ренан Баран и Марлон Сандру. Осваивал бразильское джиу-джитсу, удостоившись в этой дисциплине чёрного пояса.

### Начало профессиональной карьеры
Дебютировал в смешанных единоборствах на профессиональном уровне в августе 2005 года, выиграв за один вечер сразу у двоих соперников. Дрался в небольших бразильских промоушенах, неизменно выходя из всех поединков победителем.
В марте 2008 года выступил в Японии на турнире Pancrase — противостояние с местным японским бойцом Такафуми Ито закончилось ничьей. Тогда же отметился выступлением на турнире достаточно крупной организации Jungle Fight, где единогласным решением судей победил Родригу Руиса.
Первое в профессиональной карьере поражение потерпел в июле 2009 года на турнире M-1 Global в Южной Корее — здесь по очкам его победил кореец Нам Ый Чхоль.
Впоследствии весьма успешно выступал в менее престижных промоушенах, в частности одержал несколько уверенных побед в Shooto Brazil.

### Ultimate Fighting Championship
Имея в послужном списке 20 побед и только одно поражение, в 2012 году Диас решил принять участие в первом бразильском сезоне популярного бойцовского реалити-шоу The Ultimate Fighter, где разыгрывался контракт с крупнейшей бойцовской организацией мира Ultimate Fighting Championship. Тем не менее, руководство решило сразу подписать с ним контракт в обход шоу, и таким образом уже в июне он благополучно дебютировал в октагоне UFC, выиграв единогласным решением у своего соотечественника Иури Алкантара.
Следующим его соперником должен был стать Чед Мендес, но из-за травмы плеча Диас вынужден был отказаться от этого боя. Затем ему в соперники назначили Манвела Гамбуряна, однако тот травмировался и был заменён Ником Ленцем — противостояние между ними, состоявшееся в мае 2013 года, продлилось всё отведённое время, в итоге судьи единогласным решением отдали победу Ленцу.
Продолжая выступать в полулёгкой весовой категории, в 2014 году Диас уступил по очкам Рикардо Ламасу и выиграл у Даррена Элкинса.
На 2015 год планировался его поединок против Чеса Скелли, но из-за травмы того заменили Леваном Макашвили. В итоге Диас победил раздельным судейским решением, что позволило ему подняться до девятой позиции в мировом рейтинге полулёгкого веса по версии Sherdog.
Однако закрепиться на вершине рейтинга Хакран Диас не сумел, он испытывал проблемы со сгонкой веса и в конечном счёте вынужден был вернуться в лёгкую весовую категорию. В 2016—2017 годах последовали поражения от таких бойцов как Каб Свонсон, Андре Фили и Джаред Гордон — на этом его сотрудничество с организацией подошло к концу.

## Статистика в профессиональном ММА
| Боёв 35  | Побед 26 | Поражений 8 |
| -------- | -------- | ----------- |
| Нокаутом | 3        | 0           |
| Сдачей   | 10       | 0           |
| Решением | 13       | 8           |
| Ничьи    | 1        | 1           |

| Результат | Рекорд | Соперник                 | Способ                     | Турнир                                | Дата             | Раунд | Время | Место                         | Примечание                                            |
| --------- | ------ | ------------------------ | -------------------------- | ------------------------------------- | ---------------- | ----- | ----- | ----------------------------- | ----------------------------------------------------- |
| Поражение | 26-8-1 | Юсуф Раисов              | Единогласное решение       | ACA 138: Вагаев - Гаджидаудов         | 26 марта 2022    | 5     | 5:00  | Грозный, Чеченская Республика | Гран при ACA в лёгком весе.                           |
| Поражение | 26-7-1 | Абдул-Азиз Абдулвахабов  | Раздельное решение         | ACA 131: Абдулвахабов - Диас          | 5 ноября 2021    | 5     | 5:00  | Москва, Россия                | Бой за титул ACA в лёгком весе.                       |
| Победа    | 26-6-1 | Амирхан Адаев            | Единогласное решение       | ACA 121: Гасанов - Дипчиков           | 9 апреля 2021    | 3     | 5:00  | Минск, Беларусь               |                                                       |
| Победа    | 25-6-1 | Устармагомед Гаджидаудов | Единогласное решение       | ACA 93                                | 16 марта 2019    | 3     | 5:00  | Санкт-Петербург, Россия       |                                                       |
| Победа    | 24-6-1 | Маурисиу Машаду          | Сдача (рычаг локтя)        | Shooto Brazil 84                      | 26 мая 2018      | 1     | 3:58  | Рио-де-Жанейро, Бразилия      |                                                       |
| Поражение | 23-6-1 | Джаред Гордон            | Единогласное решение       | UFC Fight Night: Brunson vs. Machida  | 28 октября 2017  | 3     | 5:00  | Сан-Паулу, Бразилия           | Бой в лёгком весе.                                    |
| Поражение | 23-5-1 | Андре Фили               | Единогласное решение       | UFC Fight Night: Lineker vs. Dodson   | 1 октября 2016   | 3     | 5:00  | Портленд, США                 | Бой в промежуточном весе 67,4 кг; Диас не сделал вес. |
| Поражение | 23-4-1 | Каб Свонсон              | Единогласное решение       | UFC on Fox: Teixeira vs. Evans        | 16 апреля 2016   | 3     | 5:00  | Тампа, США                    |                                                       |
| Победа    | 23-3-1 | Леван Макашвили          | Раздельное решение         | UFC Fight Night: Machida vs. Romero   | 27 июня 2015     | 3     | 5:00  | Холливуд, США                 |                                                       |
| Победа    | 22-3-1 | Даррен Элкинс            | Единогласное решение       | UFC Fight Night: Machida vs. Dollaway | 20 декабря 2014  | 3     | 5:00  | Баруэри, Бразилия             |                                                       |
| Поражение | 21-3-1 | Рикардо Ламас            | Единогласное решение       | UFC Fight Night: Swanson vs. Stephens | 28 июня 2014     | 3     | 5:00  | Сан-Антонио, США              |                                                       |
| Поражение | 21-2-1 | Ник Ленц                 | Единогласное решение       | UFC on FX: Belfort vs. Rockhold       | 18 мая 2013      | 3     | 5:00  | Жарагуа-ду-Сул, Бразилия      |                                                       |
| Победа    | 21-1-1 | Иури Алкантара           | Единогласное решение       | UFC 147                               | 23 июня 2012     | 3     | 5:00  | Белу-Оризонти, Бразилия       | Дебют полулёгком весе.                                |
| Победа    | 20-1-1 | Паулу Дантас             | Сдача (треугольник руками) | Shooto Brazil 27                      | 2 декабря 2011   | 2     | N/A   | Бразилиа, Бразилия            |                                                       |
| Победа    | 19-1-1 | Эдди Хоч                 | Сдача (удушение сзади)     | Shooto Brazil 25: Fight for BOPE      | 25 августа 2011  | 1     | 3:25  | Рио-де-Жанейро, Бразилия      |                                                       |
| Победа    | 18-1-1 | Элиени Силва             | Единогласное решение       | Shooto Brazil 22                      | 1 апреля 2011    | 3     | 5:00  | Бразилиа, Бразилия            |                                                       |
| Победа    | 17-1-1 | Ариелсон Силва           | Сдача (удушение сзади)     | Shooto Brazil 21                      | 19 февраля 2011  | 1     | 3:17  | Рио-де-Жанейро, Бразилия      |                                                       |
| Победа    | 16-1-1 | Сезарио ди Доменико      | TKO (удары руками)         | Shooto Brazil 17                      | 6 августа 2010   | 2     | 3:07  | Рио-де-Жанейро, Бразилия      |                                                       |
| Победа    | 15-1-1 | Силдемар Силдемар        | TKO (удары руками)         | Dojo Combat 1                         | 17 апреля 2010   | 1     | N/A   | Жуис-ди-Фора, Бразилия        |                                                       |
| Победа    | 14-1-1 | Сезар Кунья              | Единогласное решение       | Brazil Fight                          | 13 марта 2010    | 3     | 5:00  | Белу-Оризонти, Бразилия       |                                                       |
| Победа    | 13-1-1 | Сидней Лесса             | Сдача (удушение сзади)     | Shooto Brazil 14                      | 28 ноября 2009   | 1     | 3:30  | Рио-де-Жанейро, Бразилия      |                                                       |
| Поражение | 12-1-1 | Нам Ый Чхоль             | Единогласное решение       | M-1 Challenge 17: Korea               | 4 июля 2009      | 3     | 5:00  | Сеул, Южная Корея             |                                                       |
| Победа    | 12-0-1 | Амирхан Мазихов          | Сдача (удушение сзади)     | M-1 Challenge 15: Brazil              | 9 мая 2009       | 1     | 3:58  | Сан-Паулу, Бразилия           |                                                       |
| Победа    | 11-0-1 | Маркус дус Сантус        | Раздельное решение         | Santos Fight Festival                 | 6 декабря 2008   | 3     | 5:00  | Сантус, Бразилия              |                                                       |
| Победа    | 10-0-1 | Марсиу Соарис            | Раздельное решение         | WOCS 2                                | 25 сентября 2008 | 3     | 5:00  | Рио-де-Жанейро, Бразилия      |                                                       |
| Победа    | 9-0-1  | Родригу Руис             | Единогласное решение       | Jungle Fight 11                       | 13 сентября 2008 | 3     | 5:00  | Рио-де-Жанейро, Бразилия      |                                                       |
| Ничья     | 8-0-1  | Такафуми Ито             | Ничья                      | Pancrase: Shining 2                   | 26 марта 2008    | 3     | 5:00  | Токио, Япония                 |                                                       |
| Победа    | 8-0    | Алан Нилсон              | Решение судей              | Mo Team League 2                      | 29 сентября 2007 | 3     | 5:00  | Сан-Паулу, Бразилия           |                                                       |
| Победа    | 7-0    | Вилами Фрейри            | Единогласное решение       | Shooto Brazil 3: The Evolution        | 7 июля 2007      | 3     | 5:00  | Рио-де-Жанейро, Бразилия      |                                                       |
| Победа    | 6-0    | Леонарду Ногейра         | Сдача (удушение)           | Juiz de Fora Fight 4                  | 14 апреля 2007   | 2     | 0:55  | Жуис-ди-Фора, Бразилия        |                                                       |
| Победа    | 5-0    | Густаву Карека           | TKO (отказ)                | Shooto Brazil 2                       | 24 марта 2007    | 1     | 5:00  | Рио-де-Жанейро, Бразилия      |                                                       |
| Победа    | 4-0    | Ронирлей Соуза           | Единогласное решение       | MMA Kombat Espirito Santo             | 25 ноября 2006   | 3     | 5:00  | Вила-Велья, Бразилия          |                                                       |
| Победа    | 3-0    | Алденир Параиба          | Сдача (рычаг локтя)        | Juiz de Fora Fight 3                  | 8 апреля 2006    | 2     | N/A   | Жуис-ди-Фора, Бразилия        |                                                       |
| Победа    | 2-0    | Алекс Кобра              | Сдача (удушение)           | Real Fight Combat                     | 13 августа 2005  | 2     | N/A   | Сан-Жозе-дус-Кампус, Бразилия |                                                       |
| Победа    | 1-0    | Роберту Романони         | Сдача (треугольник)        | Real Fight Combat                     | 13 августа 2005  | 1     | N/A   | Сан-Жозе-дус-Кампус, Бразилия |                                                       |